# Trachyliopus forticornis
Trachyliopus forticornis är en skalbaggsart som först beskrevs av Leon Fairmaire 1901.  Trachyliopus forticornis ingår i släktet Trachyliopus och familjen långhorningar.
Artens utbredningsområde är Madagaskar. Inga underarter finns listade i Catalogue of Life.